# ثلاثي سيليكات المغنيسيوم
 ثلاثي سيليكات المغنيسيوم مركب كيميائي له الصيغة Mg2O8Si3، ويكون على شكل مسحوق أبيض عديم الرائحة.

## الخصائص
لا ينحل ثلاثي سيليكات المغنيسيوم في الماء، كما أنه لا ينحل في الإيثانول وثنائي إيثيل الإيثر.

## الاستخدامات
يستخدم أحياناً من قبل المطاعم السريعة كمادة مضافة لحوض القلي كمادة ماصة للمواد الدهنية المتبقية في الحوض، ولكي لا يبقى أي أثر للشوائب على المواد القابلة للأكل.

### الاستخدام الصيدلاني
يُستخدم ثلاثي سيلكات المغنيسيوم في الأشكال الصيدلانية الفموية والمنتجات الغذائية كعامل مزلق، كما أن له استعمالات واسعة في إطار المجالات الدوائية كمادة مضادة لحموضة المعدة، ولعلاج القرحة الهضمية، حيث تعمل على رفع قيمة الأس الهيدروجيني PH في العصارة الهاضمة.

## التأثير على صحة الجسم
يُستخدم ثلاثي سيلكات المغنيسيوم في الأشكال الصيدلانية الفموية وقد صنف في فئة المواد غير السامة وغير المخرشة .
عند تناول ثلاثي سيلكات المغنيسيوم عن طريق الفم، فإنه يتم تعديله في المعدة بواسطة حموضة المعدة إلى كلوريد المغنيسيوم عن طريق الأمعاء، لذلك يجب الحذر عند استخدامه لدى الأشخاص المصابين بفشل في الوظيفة الكبدية بكميات أكبر من 50 ميلي مكافئ غرامي يومياً خشية حدوث فرط مغنيسيوم الدم.
يتم معادل حوالي 2غ من ثلاثي سيلكات المغنيزيوم يومياً كمُضاد للحموضة إلى آثار جانبية متعددة تشمل تشكل الحصيّات المثانية والبولية ( كلوية - حالبية ) .
في 12 مارس 2007، أوقفت السلطات الصحية الصينية استخدام ثلاثي سيليكات المغنيسيوم في فروع كنتاكي بمقاطعة شنشي، للاشتباه في كونه مادة مسرطنة محتملة. استجابةً لذلك، أجرت وزارة الصحة الصينية اختبارات في ستة فروع لكنتاكي. أظهرت النتائج أن المواد الكيميائية الناتجة عن عملية الطهي في مطاعم كنتاكي في البلاد لم تكن ضارة. وأكدت وزارة الصحة أن الاختبارات أثبتت أن استخدام هذا المنتج في ترشيح زيت الطهي ليس له تأثير على الصحة

## وصلات خارجية
- البيانات الكيميائية من Alfa